# Breitenbrunn am Neusiedler See
Pour les articles homonymes, voir Breitenbrunn.
Breitenbrunn am Neusiedler See est une commune d'Autriche, dans le Burgenland. Elle fait partie du district d'Eisenstadt-Umgebung.